# 横十間川親水公園

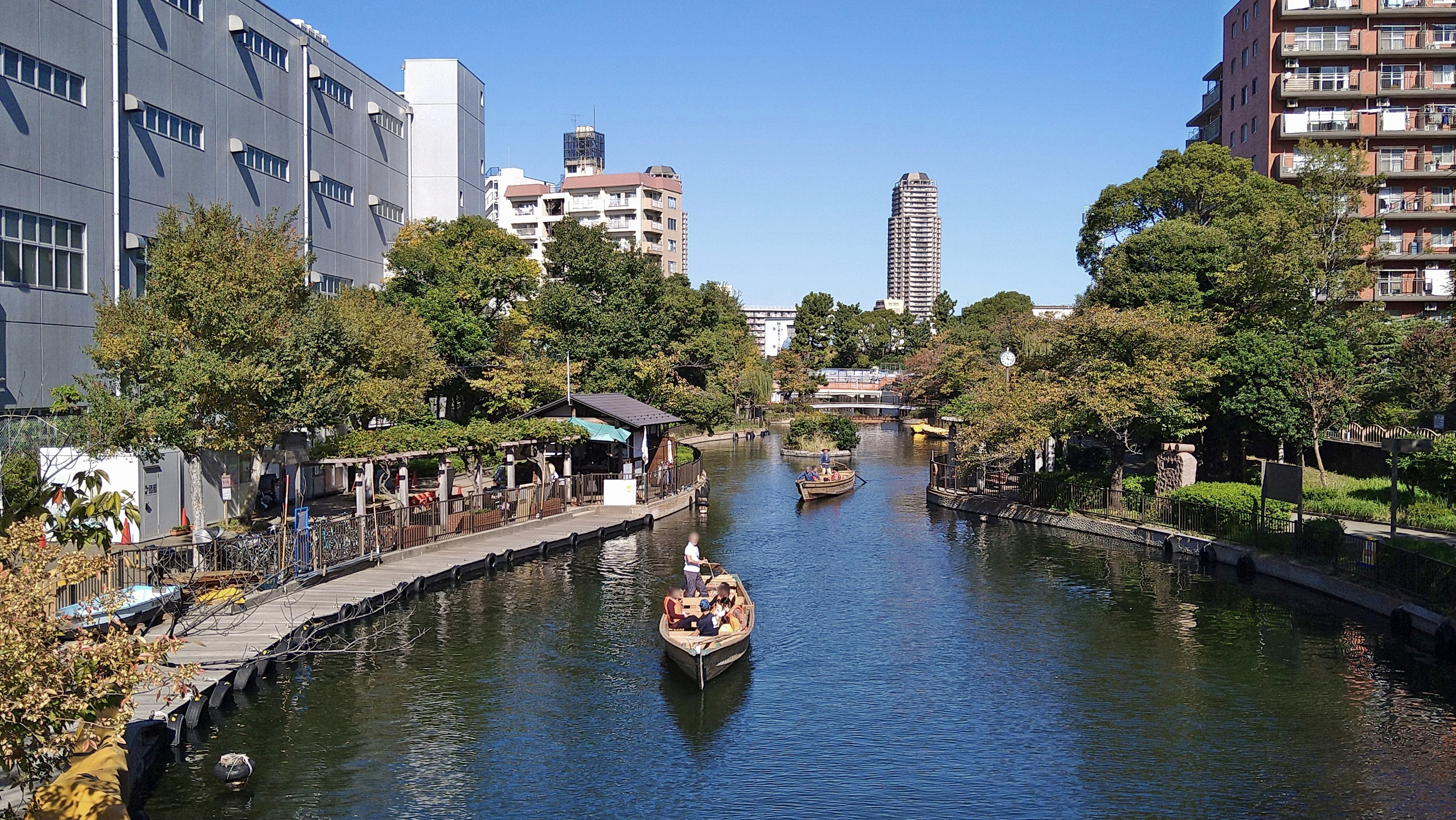
（千石3丁目付近の海辺乗船場、2023年11月）

横十間川親水公園（よこじゅっけんがわしんすいこうえん）は、東京都江東区にある江東区立の公園である。江東区内を流れている横十間川の多くの部分を埋め立てて造られた親水公園で、総延長は1970メートルの大規模な親水公園である。

## 歴史・概要
横十間川の流れている一帯は付近にあった工場などからの地下水の汲み上げにより地盤沈下が激しくゼロメートル地帯となっていた。特におおむね木場公園から東部の江東内部河川では台風の時などは護岸壁を超えて川から水が溢れる危険があった。このような危険を回避するために、おおむね木場公園から東部の江東内部河川は扇橋閘門等を設けて堰き止め、排水機場から常時排水することにより水位を下げることとした。横十間川親水公園は水位が下がった横十間川を埋め立てて整備したものである。公園としては1984年4月1日に開園式が行われ、19日より一般公開された。横十間川の多くは既存の川を生かしつつ、川を身近に感じることのできる親水公園として大きく変わった。総延長は約1970メートルの細長い公園で面積は約50,583m2になる。
西は大横川合流地点までで、北は小名木川合流地点までとなっている。北の小名木川合流地点より先はまた横十間川として河川になっている。地名としては北砂、扇橋、海辺、千石、南砂、東陽にまたがる。（いずれも江東区）途中に同じく河川を埋め立てて作った仙台堀川公園と合流している。

## 和船乗船体験

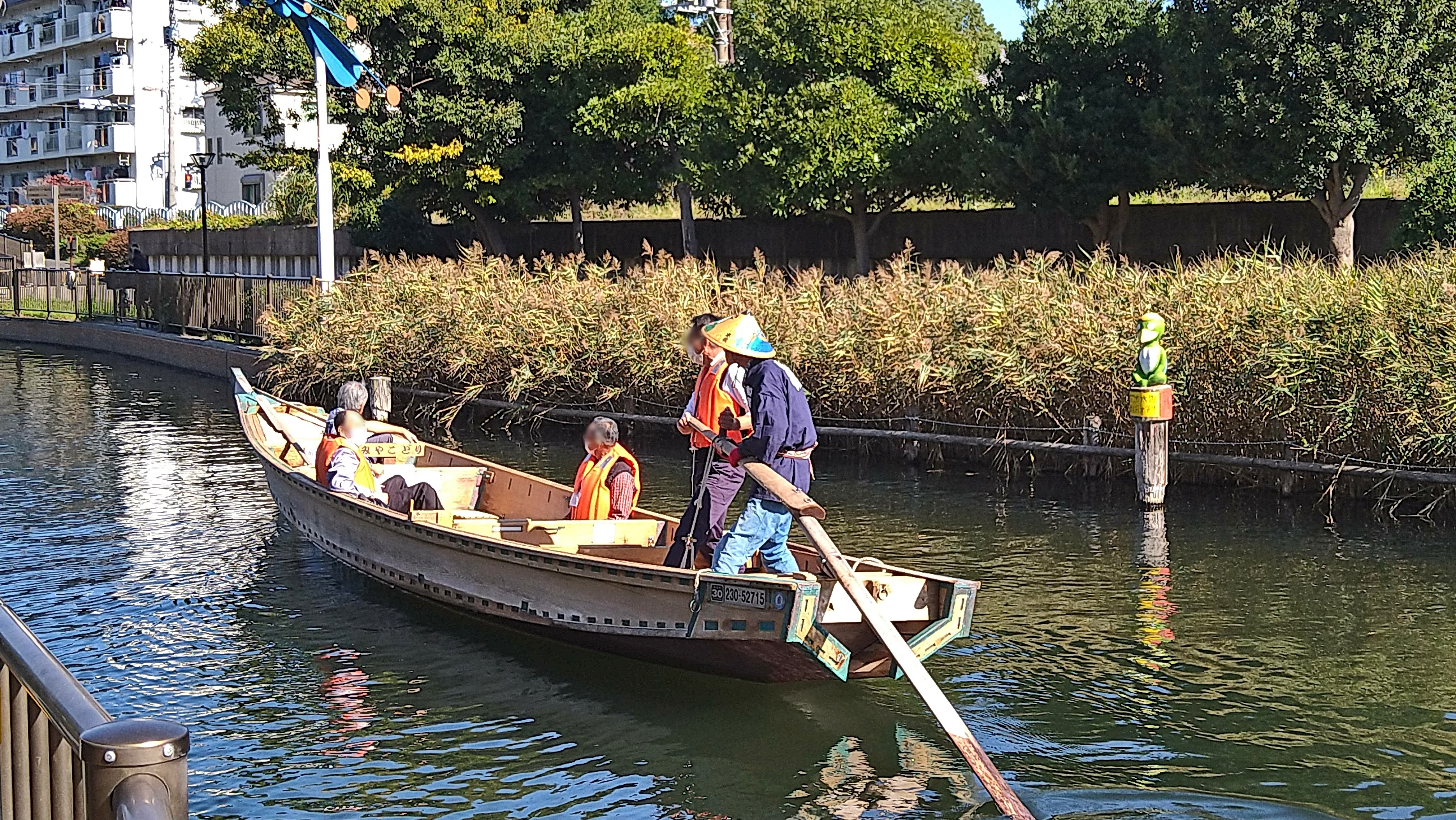
和船乗船体験

江東区では現在7艘の和船を所有しており、うち6艘が横十間川親水公園にある。
和船操船の伝統技術保存を目的とした「和船友の会」の操船により、無料で一般乗船できる。希望者には櫓漕ぎの体験もできる。乗船体験時間は20分程度。操船日は水曜日・日曜日を主体とし、別途確認の必要がある。ライフジャケットの着用義務有り。

## アクセスなど
- 総延長1900メートルにも及ぶ細長い公園なので、アクセス方法は様々なパターンがあるが、鉄道駅としては都営新宿線・住吉駅、地下鉄東西線・東陽町駅の各駅より徒歩（いずれも所要10分程度）やバス（都営バス）での利用が多い。他に総武線・錦糸町駅からの都営バスのバス路線の利用も可能である。
- 駐車場：なし
- 開園時間：常時開園
- 料金：入園無料

## 画像

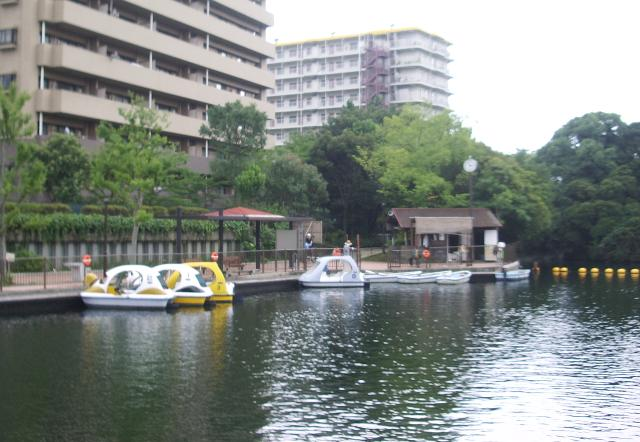
ボート乗り場（江東区南砂1丁目、2009年8月8日撮影）
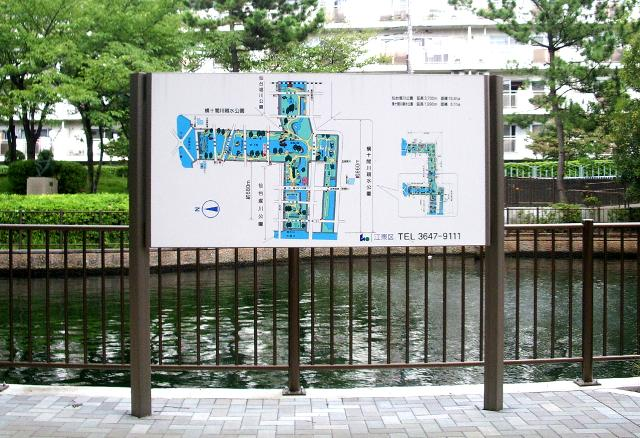
案内図（江東区千石3丁目、2009年8月8日撮影）
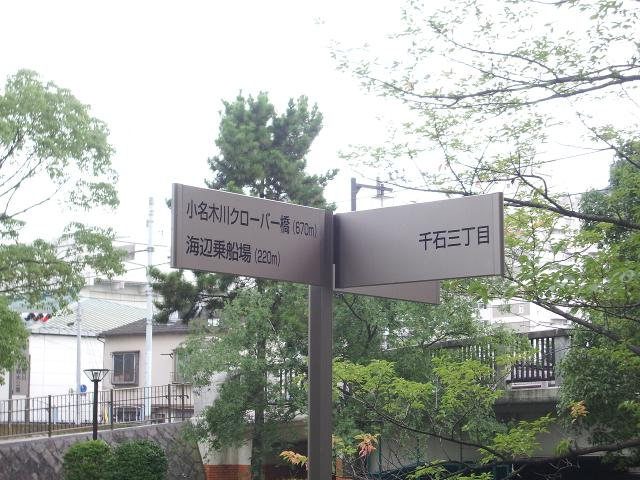
道標（江東区千石3丁目、2009年8月8日撮影）

## 関連文献
出版物
- 江東区『観光まちあるきガイド』江東区、2009年2月 発行[2]